# Valeriy Pronkin
Valeriy Pronkin (né le 15 juin 1994 à Nijni Novgorod) est un athlète russe, spécialiste du lancer de marteau et du lancer de disque.

## Carrière
Après avoir terminé 10e au disque de 1,5 kg lors des Championnats du monde jeunesse à Lille en 2011 et 8e au lancer de marteau lors des Championnats du monde juniors à Barcelone, il remporte le titre du marteau devant Bence Pásztor, lors des Championnats d'Europe juniors 2013 à Rieti.
Avec le marteau de 6 kg, son record est de 79,39 m, obtenu à Adler le 21 avril 2012.
Le 24 juillet 2015, il lance le marteau à 76,80 m, record personnel, à Yerino.
Le 20 juillet 2017, il est autorisé par l'IAAF à concourir en tant qu'« athlète neutre autorisé » à la suite de la suspension en novembre 2015 de la Russie de compétitions internationales pour dopage d'État. Le 11 août, il devient vice-champion du monde aux mondiaux de Londres avec un jet à 78,16 m, battu par Paweł Fajdek.

## Palmarès
| Date                                | Compétition                         | Lieu                                | Résultat                            | Marque                              |
| En tant qu'athlète neutre autorisée | En tant qu'athlète neutre autorisée | En tant qu'athlète neutre autorisée | En tant qu'athlète neutre autorisée | En tant qu'athlète neutre autorisée |
| ----------------------------------- | ----------------------------------- | ----------------------------------- | ----------------------------------- | ----------------------------------- |
| 2017                                | Championnats du monde               | Londres                             | 2e                                  | 78,16 m                             |
| 2021                                | Jeux olympiques                     | Tokyo                               | 8e                                  | 76,72 m                             |

## Records
| Épreuve           | Marque  | Lieu      | Date            |
| ----------------- | ------- | --------- | --------------- |
| Lancer du marteau | 79,32 m | Joukovski | 29 juillet 2017 |